# 高速鐵路台南車站特定區
22°55′23.95″N 120°16′58.16″E / 22.9233194°N 120.2828222°E
高速鐵路台南車站特定區，簡稱高鐵台南站特定區，是配合台灣高速鐵路台南車站站址開發的區段徵收重劃區。

## 地理位置
該特定區距台南市區東南方約10公里，與北側台南科學園區相距約20公里，鄰近台86線大潭交流道。該區聯外交通除高鐵台南站、公路系統外，亦有已於2011年1月2日正式通車台鐵沙崙支線沙崙車站。沙崙支線通車後，從高鐵台南站搭乘火車到台南市區僅須20分鐘，到台南科學園區則需約40分鐘。

## 發展
該區發展上，早期行政院經濟建設委員會定位為「綠能生態城」、原臺南縣政府則積極推動「建立南關新都心，科技學術觀光城」為目標，結合科學園區發展優勢和台南地區充沛的學術與文化資源，提供商務與生活便利服務設施  。惟高鐵通車前，該特定區因距離市區較遠、開發緩慢，一度暫緩招商。直至2010年臺南縣市合併升格為直轄市後，因台南地區中小企業對於會展中心的需求，遂由臺南市政府與交通部高速鐵路工程局共同合作：在高鐵台南車站特定區內、擇一面積約2.57公頃的商業區規劃開發設置「大台南會展中心」，於2018年5月8日動工，2022年4月完工啟用；而高鐵局標售的住宅用地亦在2011年間首次辦理、並成功標出。 中央研究院將購置約7.3公頃的土地，設置南部分院。2018年10月2日交通部鐵道局與日本三井不動產簽約合作，第三座MITSUI OUTLET PARK將落腳台南，2020年動工興建，2022年2月開幕。

## 用途
可供高科技及相關產業、工商服務及展覽、金融辦公、媒體視訊、旅館、購物中心、倉儲量販、文化教育、休閒遊憩等使用產專區計約47公頃。

## 設施
- 高鐵台南站
- 台鐵沙崙車站
- 大臺南會展中心
- MITSUI OUTLET PARK 台南
- 國立陽明交通大學臺南校區
- 沙崙智慧綠能科學城
- 中央研究院南部分院
- 國立成功大學醫學院附設醫院沙崙分院（興建中）
- 臺南市立沙崙國際高級中等學校